# Terra Australis

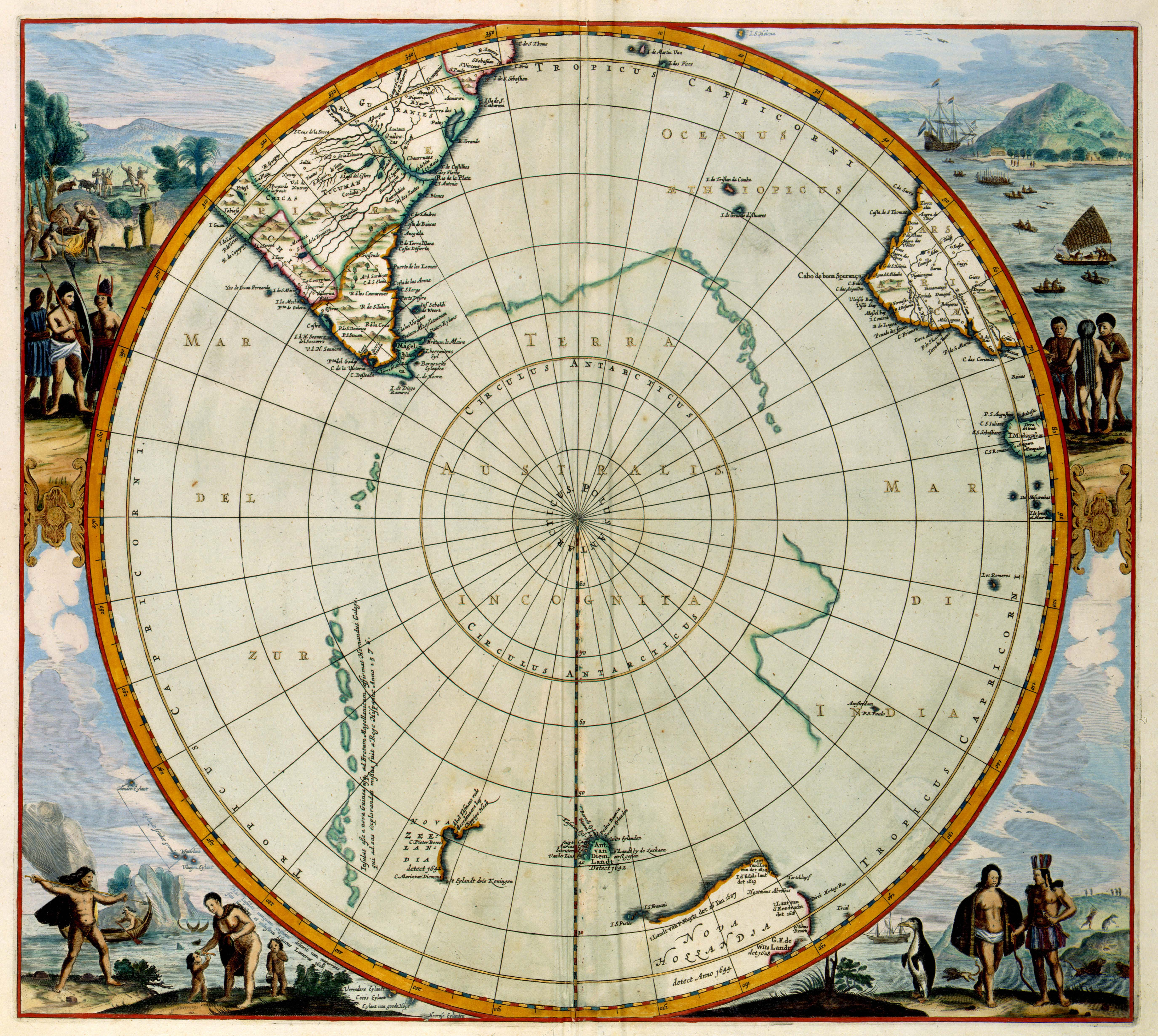
Terra Australis (vyznačená na mapě tužkou), spolu s nekompletním Novým Zélandem a Novým Holandskem (Austrálií)

Terra Australis (také: Terra Australis Incognita, což z latiny volně přeloženo znamená „neznámá země na jihu“) byl předpokládaný, avšak dlouho neobjevený kontinent, který se objevoval na mapách od 15. do 18. století. Lze ho ztotožnit s Antarktidou, kterou konečně objevili v roce 1820.
Tento kontinent poprvé předpověděl Aristotelés. Ideu neznámé jižní pevniny pak v 1. století n. l. rozpracoval Klaudios Ptolemaios, jenž věřil, že Indický oceán je na jihu uzavřen dosud neznámou jižní zemí a že tato země udržuje v rovnováze země na severní polokouli. Během renesance byl Ptolemaios hlavním zdrojem
informací pro evropské kartografy, kteří Terru Australis začali zakreslovat do svých map.
Postupné námořní objevy nutily kartografy zmenšovat velikost zakreslované Jižní země, avšak i nadále se drželi Ptolemaiova názoru o její existenci. Běžně pak tento kontinent zakreslovali v oblasti jižního pólu, avšak v mnohem větším rozsahu, než má ve skutečnosti Antarktida.
Nový Zéland, který byl poprvé spatřen Evropanem Abelem Tasmanem roku 1642, byl považován za část Terry Australis, stejně tak jako některé části Afriky a Austrálie.
V 18. století bylo vypraveno několik námořních expedicí s cílem nalézt Terru Australis. V letech 1722 až 1723 to byla výprava nizozemského admirála Jacoba Roggeveena, které se však podařilo objevit pouze několik ostrovů, mimo jiné Velikonoční ostrov.
Na výrazném upřesnění představy o Terra Australis se podíleli objevitelé James Cook, Matthew Flinders a Jules Dumont d'Urville. James Cook obeplul Nový Zéland a dokázal tak, že částí rozsáhlého jižního kontinentu není. Během druhé výpravy obeplul svět po velmi vysokých jižních šířkách. Na několika místech dokonce překročil jižní polární kruh a dokázal tak, že Terra Australis, pokud existuje, musí ležet v jižních polárních krajích.
Matthew Flinders vedl roku 1801 výpravu prozkoumávající pobřeží Austrálie. Obeplul ji v obou směrech a vyloučil tak, že by mohla být hledanou Terrou Australis. Objevil také mimo jiné Velký bariérový útes a prozkoumal Carpentarský záliv na severním pobřeží.
Snaha o objevení Terry Australis byla završena objevem Antarktidy, kterou v roce 1820 poprvé nezávisle na sobě spatřili Fabian Bellingshausen, Edward Bransfield a Nathaniel Palmer.